# Cephalodella gibboides
Cephalodella gibboides är en hjuldjursart som beskrevs av Wulfert 1950. Cephalodella gibboides ingår i släktet Cephalodella och familjen Notommatidae. Arten är reproducerande i Sverige. Inga underarter finns listade i Catalogue of Life.